# Diloba capnodes
Diloba capnodes är en fjärilsart som beskrevs av Franz Dannehl 1926. Diloba capnodes ingår i släktet Diloba och familjen nattflyn. Inga underarter finns listade i Catalogue of Life.